# Thomas Leon Heck
Thomas Leon Heck (* 1957 in Ludwigsburg) ist ein deutscher Antiquar, kunstwissenschaftlicher Publizist und Verleger (Noûs-Verlag). Er ist auch als Auktionator, Kunsthändler, Nachlassverwerter und Kunstsachverständiger tätig.

## Leben und Werk
1975 wurde Heck im Alter von 18 Jahren als jüngster Auktionator Deutschlands zugelassen. 1976 begann er ein Studium der Evangelischen Theologie und der Klassischen Philologie an der Universität Tübingen. Er führte dieses bis 1985 fort, legte allerdings kein vollständiges Examen ab. 1986 wurde er zum Vorsitzenden des Versteigererverbands Baden-Württemberg ernannt.
Heck schrieb Rezensionen und wissenschaftliche Artikel u. a. für das Allgemeine Künstlerlexikon, die Zeitschrift der Savigny-Stiftung für Rechtsgeschichte, die Zeitschrift Weltkunst, den Reutlinger General-Anzeiger sowie staatliche Institutionen und Museen. Für die Treuhandanstalt führte er als Kunstsachverständiger und -schätzer die Bewertung des „Leipziger Auktionshauses“ durch, das direkt dem obersten Devisenbeschaffer der DDR, Alexander Schalck-Golodkowski, unterstanden hatte.
1990 wurde Heck einer breiteren Öffentlichkeit dadurch bekannt, dass er Gegenstände aus dem Nachlass des ehemaligen Bundeskanzlers Kurt Georg Kiesinger zum Verkauf erhielt, die dieser von hochgestellten Persönlichkeiten wie Papst Paul VI., Kaiser Hirohito von Japan, Schah Mohammad Reza Pahlavi, Präsident Charles de Gaulle u. a. erhalten hatte.
1992 begründete Heck den Weltkunst-Abbildungs-Index, der in seinem Noûs-Verlag als Buch und als Datenbank erscheint und über 100.000 Gemälde, Grafiken und Skulpturen verzeichnet, die in der Zeitschrift Weltkunst abgebildet waren. Weitere Abbildungsdatenbanken dieser Art für andere Kunstzeitschriften und Katalogreihen folgten. Heck verfasste Schriften und Vorträge zu philologischen Themen, etwa zu Übersetzungen lateinischer und altgriechischer Texte, zur korrekten Aussprache des Lateinischen oder zu lateinischen Rechtsregeln.
Seit 1997 ist er Mitarbeiter am größten Künstlerlexikon der Welt, dem Allgemeinen Künstlerlexikon. 1999 verfasste er das Register der Künstlernamen zur Großen Deutschen Kunstausstellung im Haus der Kunst in München.
Thomas Leon Heck wurde vom Bundesverband deutscher Auktionatoren zum Auktionator des Jahres 2009 gewählt. Er lebt in Dußlingen, wo er ein Antiquariat betreibt.

## Schriften
- Das Prinzip Egoismus. 1994.
- * & I (= Symbole für „Asterisk und Obelisk“). Autobiografie. 2001.
- Die Auktion in der Literatur. 2005.